# Rulludden
Rulludden (finska: Rullaniemi) är en udde I Finska viken  i Esbo stad i Finland.
På Rulludden ligger Villamuseet Villa Rulludd.